# Loi du 6 août 1953 portant amnistie
La loi no 53-681 du 6 août 1953 portant amnistie est un texte législatif français de 47 articles portant amnistie de certaines infractions commises durant la Seconde Guerre mondiale.

## Structure de la loi
- Article 1er : Hommage à la Résistance
- Titre 1er : Dispositions relatives aux faits de collaboration
  - Chapitre 1er : Amnistie de droit (articles 2 à 10)
  - Chapitre 2 : Amnistie par mesure individuelle (article 11)
  - Chapitre 3 : Effets de l'amnistie et dispositions diverses (article 12)
- Titre 2 : Dispositions relatives à l'épuration (articles 13 à 18)
- Titre 3 : De l'inéligibilité (article 19)
- Titre 4 : Amnistie aux Résistants (articles 20 et 21)
- Titre 5 : Amnistie de faits commis au cours et à l'occasion de conflits collectifs de travail et de manifestations sur la voie publique y relatives (articles 22 à 27)
- Titre 6 : Amnistie de droit commun (articles 28 à 34)
- Titre 7 : Dispositions générales (articles 36 à 47)

## Modifications
La loi a été modifiée par la loi no 56-540 du 6 juin 1956, puis par la loi no 59-940 du 31 juillet 1959.

## Effets de la loi d'amnistie
Concernant les militaires, la loi d'amnistie prévoit que ceux ayant perdu leur grade, leurs décorations ou leurs droits à pension lors de condamnations visées par la présente loi, puissent les retrouver après parution d'un décret. Elle exclut toutefois que ces militaires puissent être réintégrés dans l'armée active, et les pressions de différents parlementaires pour passer outre furent sans succès. À l'inverse, l'article 45 prévoyant l'interdiction de tout rappel ou mention des faits amnistiés s'appliqua beaucoup plus difficilement.
La loi a pour effet de faire sortir des établissements pénitentiaires français plusieurs milliers de détenus[réf. nécessaire].